# 의안대군 (1382년)
의안대군(宜安大君, 1382년 ~ 1398년 10월 6일(음력 8월 26일))은 태조 이성계의 여덟째 아들이자 막내아들이며 조선의 첫 왕세자이다.
이름은 방석(芳碩)이다. 본관은 전주(全州)이며 시호는 소도(昭悼)이고, 별칭은 폐세자 이방석(廢世子 李芳碩)이고, 소도군(昭悼君)이라는 시호 작위 이름으로도 알려져 있다.
그는 태조의 왕비(제2비)인 신덕왕후 강씨의 소생이다. 조선 최초로 세자에 책봉되었으나, 제1차 왕자의 난으로 인하여 폐위되고 향년 17세로 암살되었다.

## 생애

### 어린 시절
고려의 장군인 이성계(뒷날의 조선 태조)와 그의 경처이자 훗날의 왕비(제2비)인 신덕왕후 강씨의 소생이며 무안대군의 동생이다. 고려 말에는 경처와 향처 두 부인이 있었고 모두 정실 부인이었다. 1392년 7월 아버지 이성계는 조선을 건국하고 초대 군주가 되었다.

### 세자 책봉
태조 1년(1392) 9월 7일(음력 8월 20일) 세자로 책봉되었다. 그는 형 무안대군 방번과 이복 형들을 제치고 선택되었다. 후일 태종 이방원 등은 정도전 등이 그를 세자로 선택했다고 적극 주장하였지만, 아직까지 정도전이 이방석을 세자로 선택했다는 근거는 없다.
짧은 세자 기간 중 부인 현빈 류씨(賢嬪 柳氏)와 내시 이만(李萬)의 간통 사건이 있었으며 이로 말미암아 류씨와 이만은 처벌받고, 세자는 현빈 심씨(賢嬪 沈氏)를 새 부인으로 맞게 되었다.
태조 5년(1396) 9월 15일(음력 8월 13일)에 세자 어머니 현비 강씨(顯妃 康氏·신덕왕후)가 사망하였다.

### 제1차 왕자의 난
태조 7년(1398) 10월 6일(음력 8월 26일), 정안대군 이방원(靖安君 李芳遠)의 주도로 제1차 왕자의 난이 벌어지게 된다. 세자는 광화문 앞에 주둔하고 있던 정안군의 세력에 대항하기 위해 친히 군사를 이끌었으나, "광화문으로부터 남산에 이르기까지 정예 기병이 꽉 찼다"는 봉원량(奉元良)의 보고에 군사 대응을 포기하고 만다.
정도전, 남은, 심효생, 박위 등 정안대군의 시점에서 부정적인 세력이 제거되고 난 뒤, 정안대군 세력은 세자를 방석에서 영안대군 이방과(永安君 李芳果·후일의 정종)로 교체했다. 유배되기로 한 폐세자 방석은 잠시 후 영추문을 통해 경복궁에서 나왔고, 이거이(李居易) 등 정안군 세력은 도평의사사와 합의하여 자객을 보내 방석을 죽였다.

## 사후
사후 시신은 경기도 광주에 안장되고 오원공(五原公)에 추봉되었다. 태종 6년(1406) 9월 14일(음력 8월 3일), 태종은 방석에게 소도군(昭悼君·또는 소도공), 방번에게 공순군(恭順君·또는 공순공)의 시호를 추시했다. 숙종 6년(1680) 8월 21일(음력 7월 27일), 숙종은 신원정치의 일환으로 방석을 의안대군(宜安大君)으로, 방번을 무안대군(撫安大君)으로 추증하였다.

#### 묘소
경기도 광주시 남한산성면 엄미리 '의안대군방석묘역' 내에 위치해 있다. 1998년 4월 13일에 경기도기념물 제166호로 지정되어 보호받고 있다.

## 가족 관계
- 아버지 : 태조(太祖, 1335 ~ 1408)
- 어머니 : 신덕왕후 강씨(神德王后 康氏, 1356 ~ 1396)
  - 누나 : 경순공주(敬順公主, ? ~ 1407)
  - 자형(姉兄): 흥안군 이제(興安君 李濟), 개국공신
  - 형: 무안대군 방번(撫安大君 芳蕃, 1381 ~ 1398)
- 정부인: 현빈 유씨(賢嬪 柳氏) - 폐출
- 계부인: 삼한국대부인 현빈 심씨(三韓國大夫人 賢嬪 沈氏 , ? ~ 1448년) - 부성군 심효생(富城君 沈孝生)의 딸, 본관은 부유(富有)
  - 장남: 원손, 이름미상(元孫, 1398년 5월 29일/6월 14일 - 1398년 8월 26일/10월 6일) - 출생 기록만 남겨져 있다.
    - 봉사손: 금성대군 - 조선 제4대 세종의 6남
      - 봉사손: 춘성군 - 세종의 서자 밀성군의 아들

## 의안대군이 등장하는 작품
- 《용의 눈물》(KBS1; 1996년~1998년; 배우: 양희석)
- 《정도전》(KBS1; 2014년; 배우: 박준목, 길정우)
- 《육룡이 나르샤》(SBS; 2015년~2016년; 배우: 이승우, 정윤석)
- 《나의 나라》 (JTBC; 2019년; 배우: 김민호, 이효제)
- 《태종 이방원》 (KBS1; 2021년; 배우: 장재하, 김진성)
- 《원경》 (tvN; 2025년; 배우: 박시원)

## 같이 보기
- 조선 태조
- 신덕왕후
- 제1차 왕자의 난
- 조선 태종
- 정도전
- 남은
- 심효생
- 현빈 심씨
- 경순공주
- 이제